# Gaby Michailescu
Gaby Michailescu (n. 14 decembrie 1910, Craiova — d. 4 septembrie 2008, București), pe numele real Gabriel Michăilescu, a fost un impresar de teatru, cronicar dramatic și memorialist. A fost fiul Mariei Michailescu (născută Diculescu), profesoară de gimnastică, și al lui Elie Michailescu, profesor, dirijor și autor de manuale de muzică.

## Studii
După absolvirea Liceului Militar „D.A. Sturdza” din Craiova, frecventează ca audient cursul de estetică literară ținut de Mihail Dragomirescu la Facultatea de Litere și ca student, Conservatorul din București.

## Activitate profesională
Debutează în „Rampa” (1926) și editorial cu volumul „Culise și reflectoare” (1935). Este, succesiv, după 1930 corector la revista umoristică „Încotro?”, redactor la ziarele „Naționalul nou”, „Frontul”, „Tempo”, „Informația”, „Libertatea”, „Capitala”. Colaborează și la „Zorile”, „România de azi”, „România literară”, „Ramuri”, „Cronica”, „Flacăra”, „Facla”, „Aplauze”, „Cortina”, „Galeria” și „Literatorul” (seria nouă). A folosit pseudonimele G.M., Gym, Ibycus etc.
Însemnările impresarului, desfășurate pe paginile câtorva cărți – Culise și reflectoare (1935), Vagonul în turneu (1986), Cușca sufletului (1990), Cu și fără machiaj (2001) – descriu o parte din aceste peregrinări, al căror farmec e dat de existența boemă a artiștilor, veritabili trubaduri moderni care se adaptează unui stil de viață improvizat, presărat de întâmplări vesele și triste, devenite prilej de evocare ulterioară. Cu toate că s-a dedicat de timpuriu scrisului, cărțile scoase la senectute sunt mult mai importante datorită conținutului memorialistic extrem de bine conservat și transpus într-un stil literar nealterat de la debutul editorial.
Ocupându-se de o seamă de biografii artistice de excepție (Ion Ghica, Nae Leonard, Iancu Brezeanu, Maria Tănase), Michailescu scrie într-un stil entuziast, ornant, din care nu lipsește emfaza specifică oratoriei scenice.
În cărți a cultivat portretul în basorelief, realizat din cuvinte și expresii pregnante, cu fraze îndelung șlefuite înainte de a fi încredințate hârtiei. Cele mai multe dintre enunțuri sunt fie aforistice, fie apoftegmatice, redate într-un stil căutat vetust, de legendă, spre a se distanța și mai mult de cel al contemporanilor. Caracterul memorialistic al miilor de pagini scrise de Michailescu rămâne peste timp o prețioasă mărturie a pasiunii sale pentru arta spectacolului.
Le-a fost impresar artiștilor Iancu Brezeanu, Maria Tănase, Ion Iancovescu, Petre Ștefănescu-Goangă, Grigore Vasiliu-Birlic, Radu Beligan, Amza Pellea.

## Volume publicate
- Culise și reflectoare, „Ideia” București, 1935
- Ion Brezeanu. Amintiri... vinurile mele pritocite de Gaby Michailescu, Editura Ziarului Universul, București, 1939
- Iancu Brezeanu. O mie de ani într-o birjă, Ed. Meridiane, București, 1984
- Leonard, soldatul de ciocolată, Ed. Muzicală, București, 1984
- Vagonul de turneu. Însemnările unui impresar, Ed. Meridiane, București 1986
- Cușca suflerului. Însemnările unui impresar, Ed. Meridiane, București 1990
- Prințul Ion Ghica, ilustrul director al Scenei Naționale, Ed. Minerva, București, 2000
- Cu și fără machiaj. Însemnările unui impresar, Ed. Minerva, București 2001
- Maria cea fără de moarte, Ed. Eikon, Cluj-Napoca, 2003. ISBN 973-8-6470-0-2
- Giganții teatrului românesc, vol. 1, Ed. Eikon, Cluj-Napoca, 2004. ISBN 973-7987-93-4
- Leonard, soldatul de ciocolată, ediție bilingvă, Ed. Eikon, Cluj-Napoca, 2009. ISBN 973-757-277-6